# Unión Electoral Católica Italiana
La Unión Electoral Católica Italiana (en italiano: Unione Elettorale Cattolica Italiana, UECI) fue una organización política diseñada para coordinar la participación de voces católicas en las contiendas electorales italianas. Su fundador y líder fue el conde Vincenzo Ottorino Gentiloni.

## Historia
La Unión Electoral Católica se formó en 1906 después de la supresión de la Opera dei Congressi ("Trabajo del Congreso") siguiendo la encíclica Il fermo proposito del Papa Pío X. Fue dirigida 1909-16 por el Conde Ottorino Gentiloni. El pacto Gentiloni de 1913 atrajo a muchos nuevos votantes católicos a la política, donde apoyaron a la Unión Liberal del primer ministro Giovanni Giolitti. Según los términos del pacto, la Unión dirigió a los votantes católicos a los partidarios de Giolitti, quienes acordaron favorecer la posición de la Iglesia en temas clave como la financiación de escuelas católicas privadas y el bloqueo de una ley que permitía el divorcio.
El Pacto Gentiloni nació de un acuerdo secreto en el período previo a las elecciones generales de 1913 entre los votantes católicos y los candidatos liberales de Giolitti que prometieron apoyar las políticas católicas, especialmente la financiación de las escuelas privadas católicas, y la oposición a una ley que permitiera el divorcio. Se estimó que más de 200 diputados fueron elegidos a través del Pacto, lo suficiente para proporcionar una mayoría a Giolitti.
El Partido Socialista Italiano ganó votos (del 19% al 23% de los votantes) mientras que los liberales se fortalecieron a corto plazo. En el pasado, Giolitti había cooptado a muchos socialistas moderados (así como a miembros de otros partidos marginales). El propio Giolitti estaba en contra de los partidos políticos, que consideraba divisivos y perjudiciales para el "juego de caballeros" de la política.
El Pacto Gentiloni fue condenado por los socialistas y aliados anticlericales de Giolitti. Ellos vieron a la Iglesia como el baluarte del progreso y se sintieron traicionados en una alianza con Giolitti en el pasado. Los socialistas nunca volverían a confiar en Giolitti o en el sistema liberal.
Esto llevó a la facción revolucionaria del Partido Socialista Italiano a ganar fuerza en Italia, aunque el Vaticano también se volvió cada vez más influyente en la política italiana.
Finalmente, Giolitti se vio obligado a dimitir por sus aliados anticlericales en marzo de 1914, y fue sustituido como primer ministro por Antonio Salandra tras el nombramiento del rey.

## Resultados electorales
| Cámara de Diputados |               |     |         |     |                    |
| Año electoral       | Votos         | %   | Escaños | +/− | Líder              |
| 1904                | 8.008 (6.º)   | 0,5 | 3/508   | –   | Ottorino Gentiloni |
| 1909                | 73.015 (6.º)  | 4,0 | 18/508  | 15  | Ottorino Gentiloni |
| 1913                | 212.319 (5.º) | 4,2 | 20/508  | 2   | Ottorino Gentiloni |